# 古帕玛库
古帕玛库位于多哥的东北部，是巴塔马利巴人的一处文化景观，2004年列入联合国教科文组织世界遗产，登录名称为古帕玛库景观。当地的最大特色是泥制塔屋。

## 文化
泥屋是多哥的一个象征，这种建筑风格延伸到邻国贝宁，它反映了自然、社会与人之间的联系。大多数的泥屋为两层建筑，呈圆锥形，下面为谷仓。还有部分房屋的屋顶是平的。

## 登录基准
该世界遗产被认为满足世界遺產登錄基準中的以下基準而予以登錄：
- （v）代表某一个或数个文化的人类传统聚落或土地使用，提供出色的典范－特别是因为难以抗拒的历史潮流而处于消灭危机的场合。
- （vi）具有显著普遍价值的事件、活的传统、理念、信仰、艺术及文学作品，有直接或实质的连结（世界遗产委员会认为该基准应最好与其他基准共同使用）。